# Barkarby tingshus

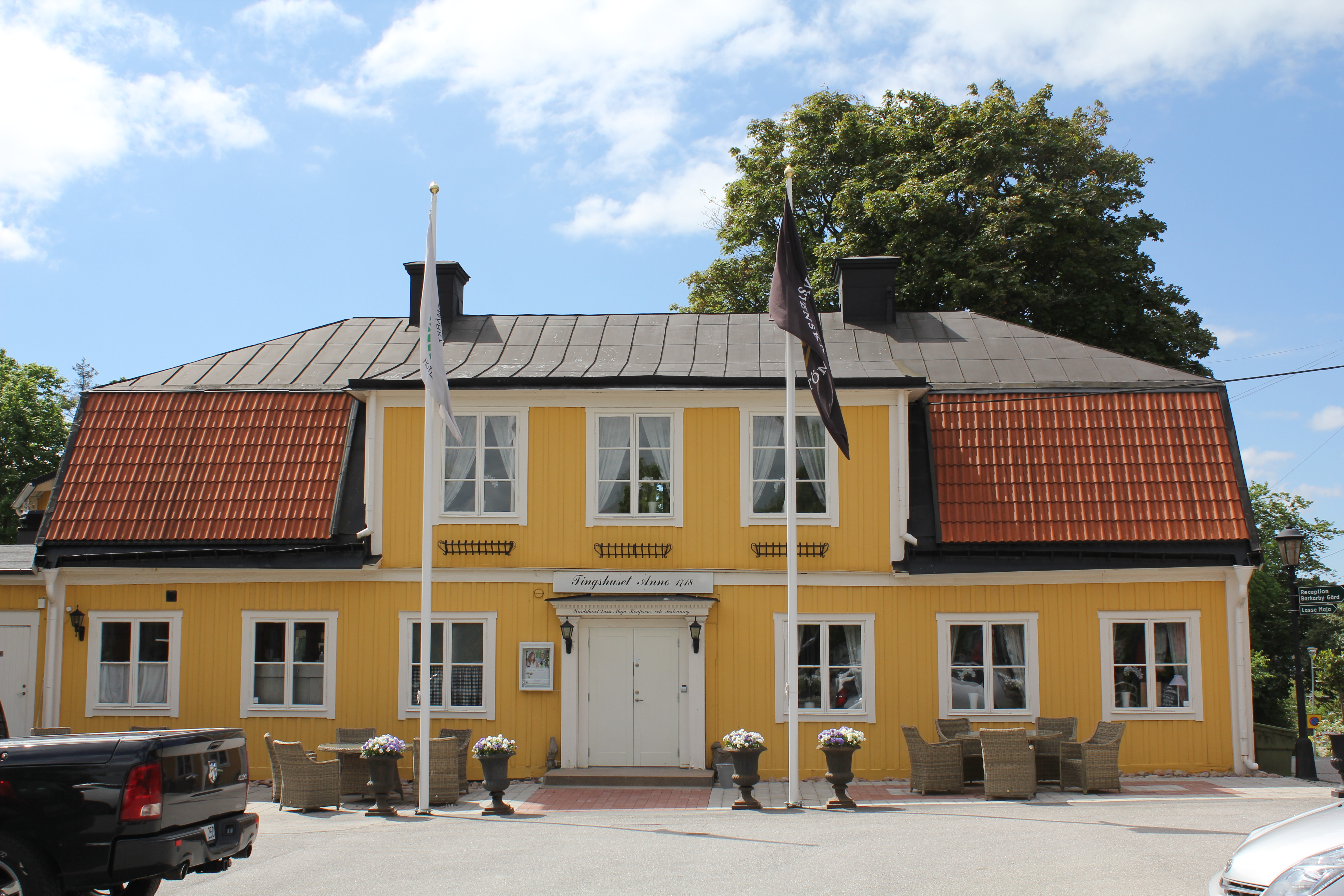
Barkarby gamla tingshus. Tingshuset uppfördes troligen under 1700-talets första hälft. Barkarby var Sollentuna härads ordinarie tingsplats från 1680-talet till 1905.

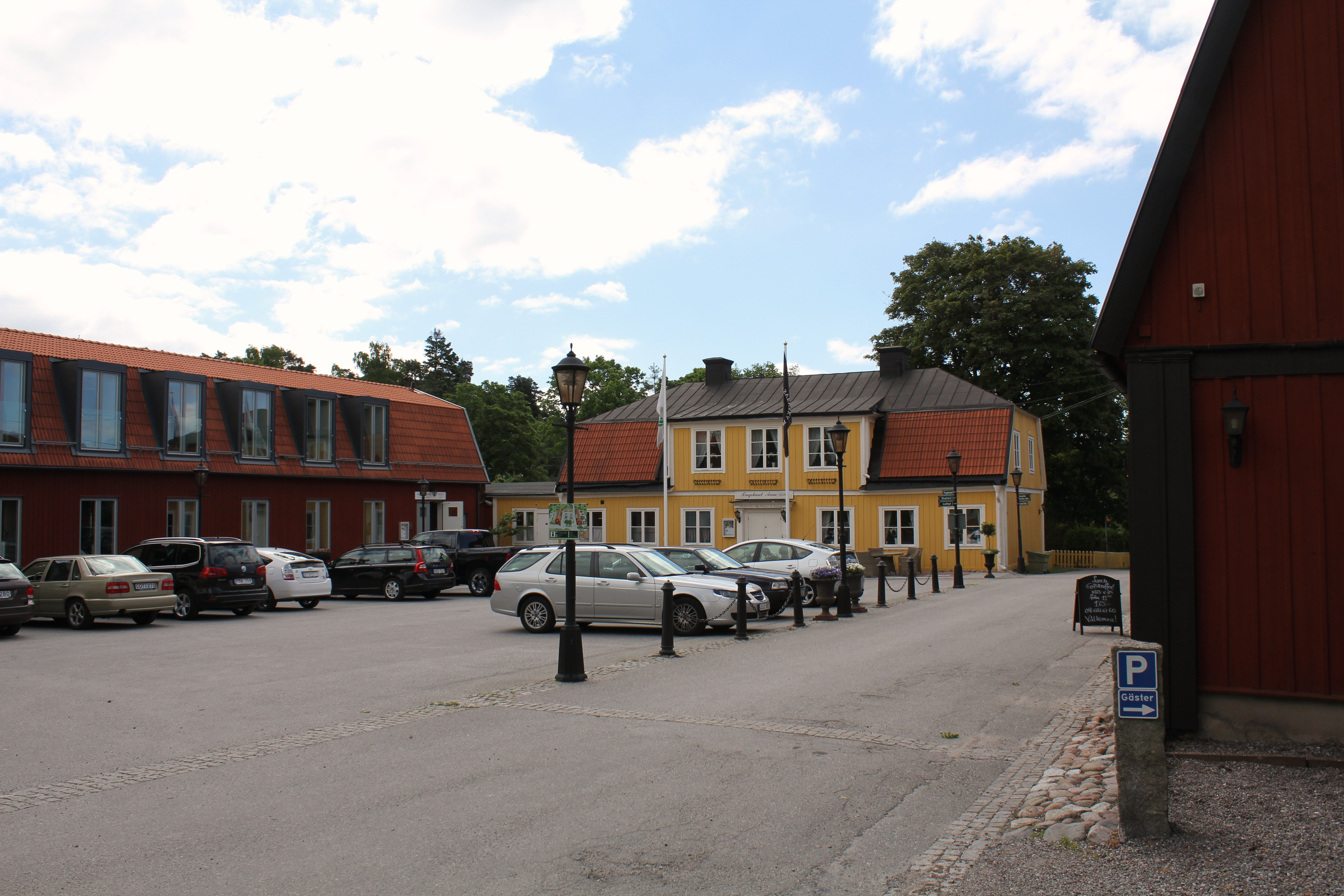
Tingshuset i fonden av Barkarby torg och Wärdshuset Lasse-Maja (Barkarby krog) till höger.

Barkarby tingshus är en byggnad vid Barkarby torg i Järfälla kommun belägen 15 km nordväst om Stockholm. Tingshuset användes som ordinarie tingsplats för Sollentuna härad från 1680-talet och ända fram till 1905. Tingshuset ligger i vinkel mot krogen, Barkarby krog, på torgets södra sida och det är troligtvis samtida med gästgiveribyggnaden.
Av villasamhället som etablerades i början av 1900-talet finns en rad välbevarade byggnader kvar. Men även de villor som förändrats genom ombyggnader är en viktig del av miljön vid Barkarby torg. Av stor betydelse för helheten är också de lummiga trädgårdarna och de gator som fortfarande har grusbeläggning.
Tingshuset var centralt beläget invid den viktiga landsvägen från Stockholm mot Enköping och Bergslagen. Barkarby torg invid landsvägen med tingshuset och gästgiveriet invid landsvägen var en av kommunens viktigaste knutpunkter under flera hundra år. Här sammanföll landsvägens sträckning med Häradsvägen som från Barkarby torg ledde mot Lövsta i Hässelby och överfarten till Svartsjölandet. Ännu vid 1700-talets slut var vägen relativt betydelsefull, eftersom resande till det kungliga Svartsjö slott använde denna väg genom Barkarby mot Lövsta. Sedan 1660-talet har det på platsen funnits krog- och gästgiverirörelse.
Det bedrivs fortfarande krog i den välbevarade gästgiveribyggnaden.
Vid Barkarby torg fick friherrinnan Brita Cruus efter ansökan privilegier för gästgiveri år 1671 och hon lät bygga en gästgivargård. Med gästgiveriet följde skyldigheter att härbärgera resande och att hålla med hästar. Vi vet att det från 1681 vid Barkarby torg fanns, förutom krögarens hus vid Barkarby torg, en byggnad som innehöll två kamrar för resande och vidare en källare och ett stall för 12-14 hästar. Brita Cruus ägde gästgiveriet till 1699, då det drogs in till Kungl. Maj:t och Kronan. I det gamla gästgiveriet bedrivs restaurang, Wärdshuset Lasse-Maja. Idag är Wärdshuset Lasse-Maja vid Barkarby torg en av Sveriges äldsta krogar.
Bebyggelsen vid Barkarby torg finns inritad på en karta från 1768. Sedan 1700-talets mitt är bebyggelsen här känd under växlande benämningar. Här fanns då även, förutom gästgiveriet och tingshuset, ladugård, brygghus, smedja och backstugor. Orsaken till att häradsdomaren och kyrkvärden Frans Sporrong år 1861 bosatte sig strax norr om Barkarby torg var troligen närheten till tingshuset. Namnet Fransborg fick platsen 1861 och huset har använts som slaktarboställe och postanstalt. Fransborgs torpplats på Häradsvägen 23 brändes ner 1994.
Tingshuset står i fonden av Barkarby torg. Byggnaden uppfördes 1776, enligt brandförsäkringshandlingar. Tingshuset kan dock ha uppförts redan under 1700-talets första hälft, enligt uppgifter som finns. Till den nya byggnaden flyttade troligen också Barkarby gästgiveri tidvis.
Tinget flyttade ifrån Barkarby och därefter har byggnaden använts för olika verksamheter. Åren 1906-1939 användes byggnaden som ett privat sjukhem för psykiskt sjuka. Då kallades fastigheten för Kullatorp. Därefter var huset förråd för kronan, väveriverkstad för ett 25-tal anställda, vävateljé, möteslokal, församlingshem och annex till Barkarby gästgivargård. År 1963 köptes tingshuset av Järfälla kommun.
Det nuvarande tingshuset, Barkarby tingshus, uppfördes troligen under 1700-talets första hälft. Byggnaden har under årens lopp flera gånger tillbyggts och ombyggts. Den knuttimrade längan består av flera sammanbyggda huskroppar. Den södra delen är den äldsta. En renovering skedde 1969 och då kläddes huset om med ny stående locklistpanel och interiören moderniserades.

## Historik

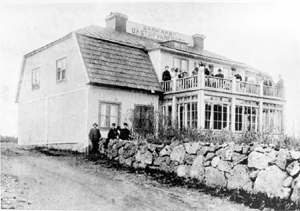
Barkarby tingshus i Järfälla år 1900. Det uppfördes under 1700-talets första hälft. År 1902 tillbyggdes en stor glasveranda med balkong i övre våningen på södra fasaden.

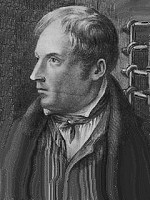
Lasse-Maja (Lars Molin) (1785-1845).

År 1677 stod Barkarby krog för första gången nämnt som tingsplats och Barkarby var från 1680-talet och fram till 1905 Sollentuna härads ordinarie tingsplats. Detta var regel, men undantag fanns några enstaka gånger, då tinget hölls på andra platser inom häradet. Barkarby blev genom gästgivargården, tingshuset och närheten till kyrkan samt läget vid korsningen mellan landsvägen Stockholm-Enköping och häradsvägen Lövsta-Sollentuna, vägen slutade vid Lövsta by i Hässelby, den givna centralpunkten i bygden för lång tid. Häradsvägen från öster slutade vid Lövsta bys fyra gårdar. Från bryggan nedanför byn kunde man ta sig över till Färingsö på Svartsjölandet, där kungen hade en större egendom.
Brukspatron Axel Ulrik Björkman, som var ägare till Görvälns slott 1829-1855, lät år 1831 bland annat inreda övervåningen till tingshuset. Axel Ulrik Björkman var son till brukspatron Bengt Magnus Björkman, som var ägare till Görvälns slott 1802-1824. Axel Ulrik Björkman förvärvade i början av 1800-talet Skälby med Barkarby och han lät år 1831 bygga om tingshuset. Tingshuset kläddes vid detta tillfälle med nya panel. Taket ändrades och omfattande invändiga ombyggnader genomfördes. I vindsvåningen inreddes fem nya rum och husets alla rum försågs med nya fönster, golv och tapeter. De flesta rummen fick även nya eldstäder. 
För tingssammanträdena använde man salen i nedre våningen. Den salen fick en ny inredning och ”tvenne väggfasta vedlårar i form av bänkar med fyllningar, ett väggfast Skåp af enkla bräder med halvfranska dörrar, inrättadt till Archiv för Härads Rättens handlingar, och mitt öfver Salsgolfvet ett oljemåladt Skrank a 1½ tums bräder, fastsatt vid golfvet med jernstytsor och skrufwar”. Till brandförsäkringen meddelade brukspatron Axel Ulrik Björkman att denna omfattande renovering genomfördes ”utan besparing i kostnad”. Bebyggelsen vid Barkarby torg finns inritad på en karta från 1768. Förutom gästgiveriet och tingshuset fanns här då även ladugård, brygghus, smedja och backstugor. Genom dessa byggnader runt Barkarby torg hade torget en mer avgränsade och sluten karaktär än idag.
Den beryktade tjuven Lars Molin, även känd som Lasse-Maja (1785-1845), dömdes här 1812. År 1804, 19 år gammal, kom Lasse-Maja till Stockholm första gången, och där påbörjades en stöldturné genom landet. Flera gånger greps han, men lyckades oftast rymma. Järfälla kyrka var församlingskyrka i Barkarby församling och efter att, tillsammans med två kumpaner, ha stulit kyrksilvret i Järfälla kyrka den 6-7 februari 1812 dömdes Lasse-Maja av Sollentuna häradsrätt till livstids fängelse. I handlingarna som stadfästes av Svea hovrätt 28 juli 1813 står det: "... ock skall Molin för alla överberörde brott i ena bot straffas med fyrtio par spö, tre slag av paret, undergå uppenbar kyrkoplikt en söndag uti Järfälla sockenkyrka och därefter försändas till fästning att därstädes i all sin livstid till arbete hållas". Han avfördes mot Karlstens fästning på Marstrandsön den 2 september 1813. Efter 26 år, år 1839, slapp han ur fängelset efter att ha blivit benådad av Karl XIV Johan 1838. Enligt sägnen berodde strafflindringen på att han imponerat på kungen med sin kokkonst, men den verkliga orsaken var sannolikt den popularitet som självbiografin väckt. Självbiografin utkom 1833.  
Vid landsvägen, mitt emot tingshuset, tillkom samtidigt häradsfängelset ”uppbyggd på Häradsboernes bekostnad”. Numera är den enkla byggnaden med de tre rum, liten förstuga och vind, riven. Av alla brottslingar, som här har suttit fängslade är Lasse-Maja den mest kända. Han dömdes till spöslitning och kyrkoplikt samt, såsom ovan nämnts, till livstids fängelse. 
Vintertinget år 1905 var det sista som hölls i Barkarby. Sedan flyttade häradsrätten till Haga tingshus. Tingsrätten återkom till Järfälla år 1977, men då till Jakobsberg.
Byggnaderna vid Barkarby torg ingick i köpet då hovrättsnotarie Birger Svenonius år 1901 inköpte stora markområden i Barkarby och Kyrkbyn. Området styckades därefter till villatomter och gick under namnet Barkarby villastad. I början av 1900-talet byggdes på tio tomter en och samma villatyp med det karakteristiska pyramidtaket, krönt av en skorsten. Planformen var kvadratisk. Den centrala skorstensstocken var husets samlande knutpunkt. Genom takutbyggnaderna och olika takfall fick man intryck av en sammansatt byggnadsvolym. Sekelskiftesvillorna från början av 1900-talet byggdes vid Häradsvägen, Domarstigen, Lagfartsvägen och Lagmansvägen. Under följande år renoverades tingshuset, som varit utarrenderat som krog. En stor glasveranda med balkong i övre våningen tillbyggdes på södra fasaden. En mindre veranda av resvirke, en äldre träbyggnadsteknik som innefattar konstruktioner med stående virke, tillkom på norra sidan av byggnaden.